# チェルコラ
チェルコラ（イタリア語: Cercola）は、イタリア共和国カンパニア州ナポリ県にある、人口約1万8000人の基礎自治体（コムーネ）。

## 地理

### 位置・広がり
ナポリ中心部から東へ7kmの距離にある。

#### 隣接コムーネ
隣接するコムーネは以下の通り。
- ナポリ
- マッサ・ディ・ソンマ
- ポッレナ・トロッキア
- サン・セバスティアーノ・アル・ヴェズーヴィオ
- ヴォッラ